# Roman de Renart
Pour les articles homonymes, voir Renard (homonymie).

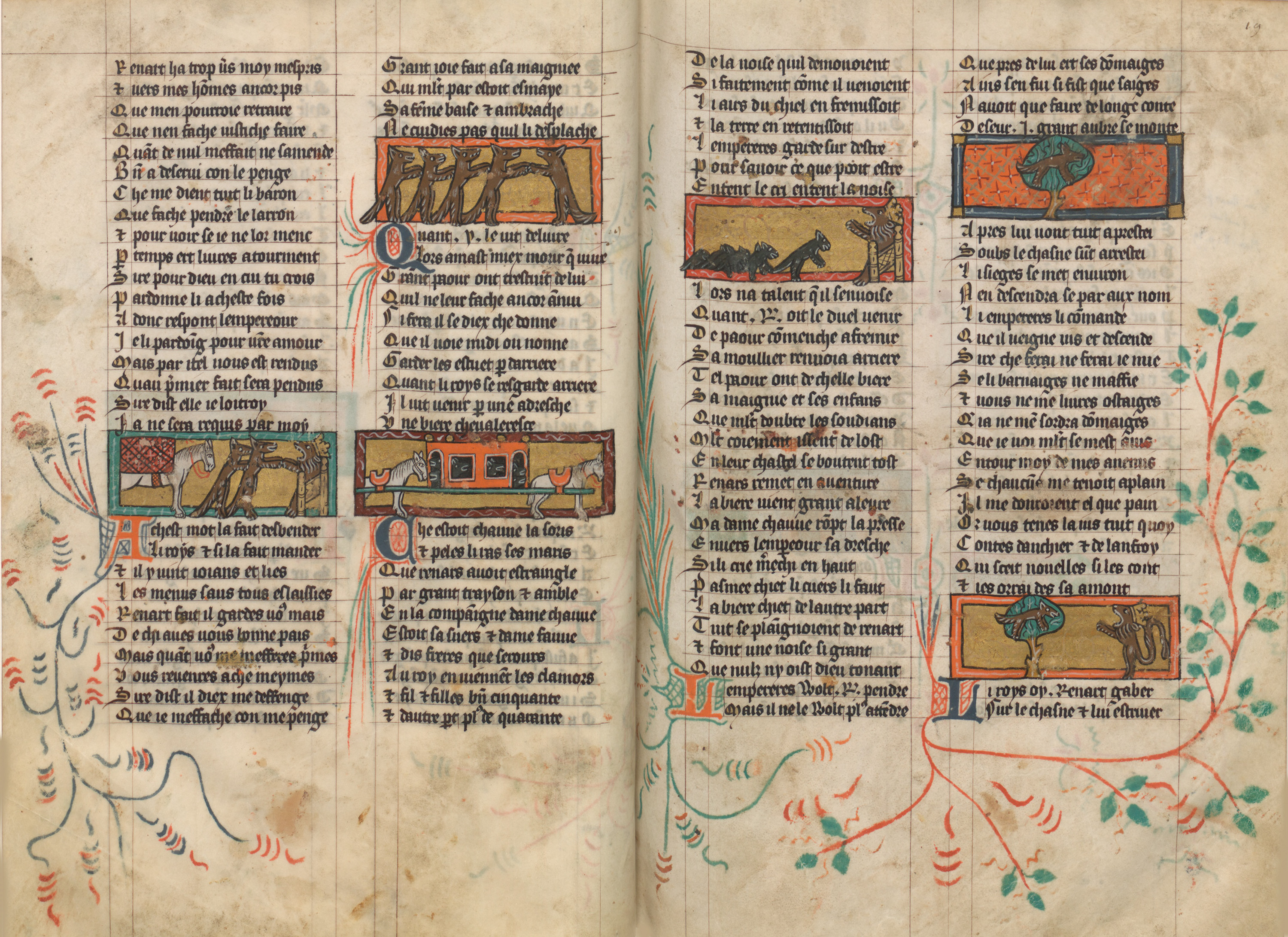
Roman de Renart, BnF (Mss.), XIV, folio 18v-19r.

Roman de Renart est un ensemble médiéval de récits animaliers écrits en ancien français et en vers. Ces récits disparates, rédigés par différents auteurs, sont appelés à partir du Moyen Âge « branches ». Ils sont composés principalement en octosyllabes à rimes plates. Les branches les plus anciennes (vers 1174) sont attribuées à un certain Pierre de Saint-Cloud. Dès le XIIIe siècle, les branches sont regroupées en recueils, apportant une certaine unité. Les auteurs du Roman de Renart sont pour la plupart anonymes mais quelques-uns sont identifiés : Pierre de Saint-Cloud, Richard de Lison, et un prêtre, de la Croix-en-Brie,,. 
Le Roman de Renart (avec l'article défini) est le titre des éditions modernes, qui considèrent cet ensemble comme une œuvre cohérente. Celle-ci raconte les tours et violences dont le goupil Renart est l'auteur, aux dépens des autres animaux du royaume. Les animaux sont présentés avec des caractéristiques anthropomorphiques, mais vivant au contact de l'homme.

## Contexte
Dès le XIIe siècle, la bourgeoisie a sa propre littérature, véritable satire sociale avant la lettre. Elle est par essence malicieuse, pittoresque, mais le plus souvent réaliste. Il nous en reste essentiellement des fabliaux (Estula, Le Lévrier et le Serpent, Les Trois Aveugles de Compiègne), le Roman de Renart, et, plus tard, des farces (La Farce de Maître Pathelin, XVe siècle).
Le Roman de Renart est une œuvre composée de courts récits indépendants en vers octosyllabiques. Écrit en langue d'oïl, langue romane d'où le nom roman, il comprend vingt-sept branches rédigées, au cours des temps, par des auteurs différents. Il met en scène des animaux dont les deux principaux sont le loup Ysengrin et surtout le goupil Renart, le héros si célèbre. Le récit contient 80 000 vers, à rimes plates pour favoriser la récitation de ces récits (ils étaient racontés, sous diverses formes, par les jongleurs à la population, très peu de gens sachant lire et écrire au Moyen Âge).

## Interprétations

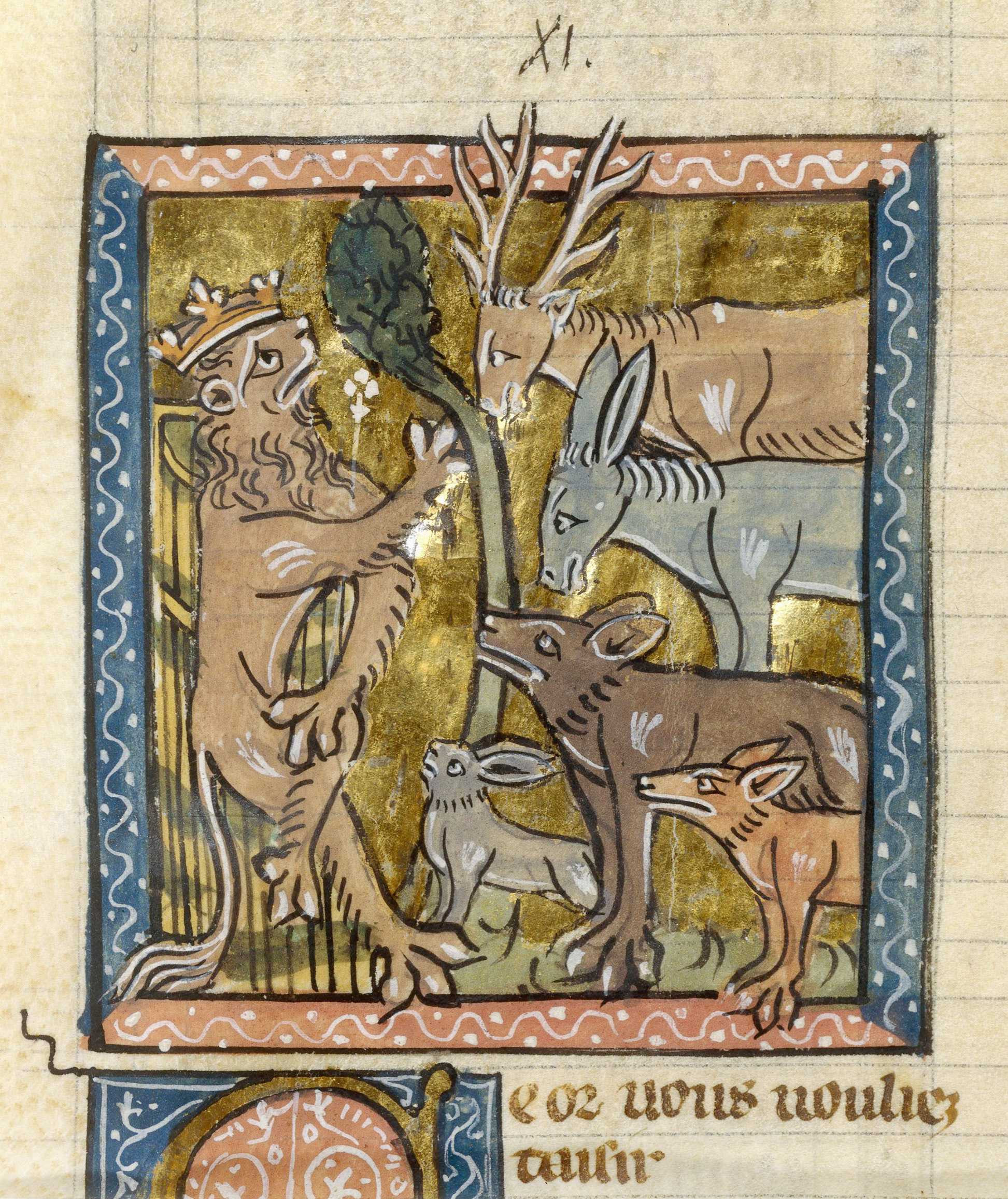
Le Procès de Renart (enluminure du XVIe siècle), attribué à Maître de Thomas de Maubeuge, fonds de la BNF.

Ces textes ont des fonctions diverses :
- de critique sociale des classes dominantes, incapables de nourrir les petites gens ; de parodie des chansons de geste et romans courtois, mêlée d'anticléricalisme ;
- psychologiques (voire cathartiques) : transgression de tabous religieux (Dieu n'intervient pas et les formes sociales de la religion — pèlerinage, croisade ou simplement le clergé — prêtent souvent au ridicule) alors que l'antagonisme central entre Renart et Primaut fait appel à la scène primitive.

Ces textes ont inspiré certains auteurs contemporains comme Carl Gustav Jung, dans la création de son concept d'enfant intérieur et Paul Radin, dans son étude du Trickster. Ces auteurs furent intéressés par la figure de Till l'espiègle ou celle du renard dans Le Roman de Renart, entre autres, comme modèles de ce qu'ils nommaient le « fripon divin » : un être espiègle, malicieux et facétieux.
Les œuvres les plus tardives (Renart le Bestourné (à l'envers) de Rutebeuf, ou l'anonyme Renart le Contrefait (1319-1342), accentuent encore la satire.
Selon certaines interprétations, Renart représenterait le petit peuple, toujours prêt à mille « jongleries » pour survivre ; Ysengrin : la bourgeoisie, lourde et patentée ; Grimbert, le blaireau : le clergé et Brun, l'ours : la noblesse. Mais dans le texte, tous les personnages sont explicitement présentés comme appartenant à la noblesse. Renart est un chevalier qui vit dans son château de Maupertuis et est le premier à se moquer des vilains et à vivre à leurs dépens en les ridiculisant voire en n'hésitant pas à les tuer.
Les frères Grimm y voient une « épopée animalière (Thiersage) venue de Germanie via Tacite », ce qui lui conférerait des racines indo-européennes.
Mais le monde des animaux, miroir du monde humain, sert avant tout à critiquer celui-ci. Les auteurs se moquent de tout, des chevaliers aux pèlerins, de la justice aux courtisans, montrant partout l'hypocrisie. Successeurs d'Ésope, ils préfigurent les fables de Jean de La Fontaine.

## Origines

### Origine des noms

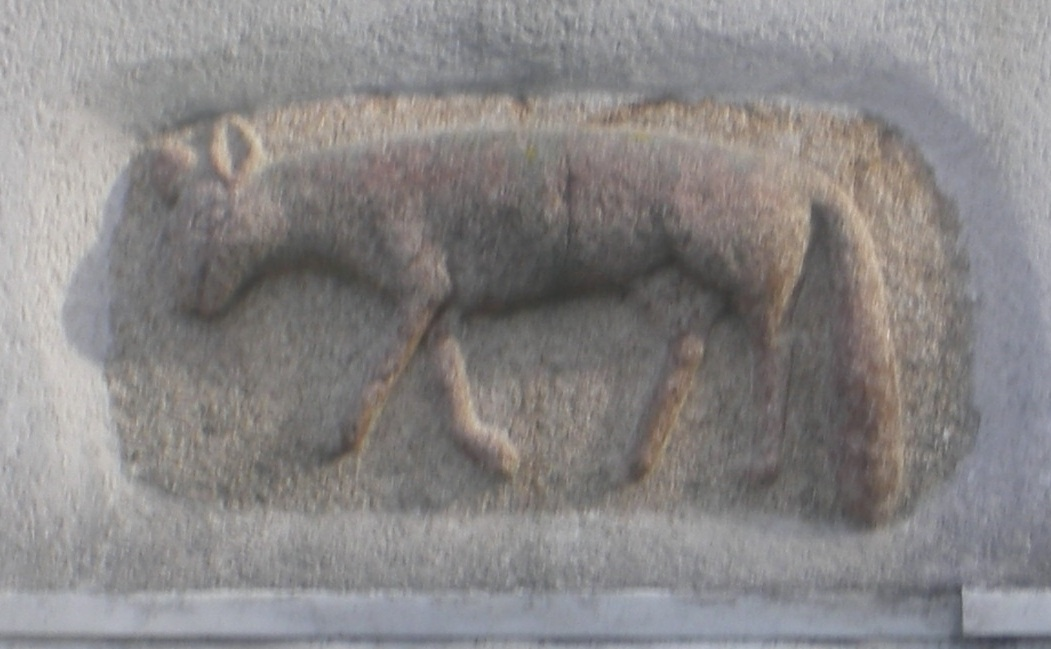
Bas-relief d'un renard.

Dans le récit en vers Ysengrimus, de Nivard de Gand de 1148, plusieurs animaux retrouvent un nom fixé, de longue date, par la tradition. Ce sont : Reinardus le goupil, Balduinus l’âne (Baudouin), Bruno l’ours. Le nom des autres animaux ne reparaît plus… Inventés pour la circonstance, ils disparaîtront avec leur auteur.
- En Allemagne, nous retrouvons dans le Glichezâre : Reinhart pour Renart, Dieprecht pour Tibert, Diezelin pour Ticelin.
- Renart est un anthroponyme d'origine germanique utilisé en France, il est issu de Reginhard (ragin ou regin « conseil » + hard « dur, fort, hardi » cf. suffixe français -ard). Le substantif renard est au départ un prénom, c'est la raison pour laquelle une version allemande de Renard le goupil est appelée en moyen haut allemand Reinhart Fuchs et une autre Reineke Fuchs, Reineke étant un hypocoristique du prénom Reinhart / Reinhard équivalent allemand de l'ancien prénom français Renart, devenue commune en tant que patronyme avec la graphie Renard ; c'est la popularité de ce goupil prénommé Renart qui en fait un substantif ayant peu à peu évincé le terme générique goupil, qui subsiste cependant dans certains dialectes d'oïl.
  - Variantes régionales : Raynard, porté notamment en Vendée, Puy-de-Dôme et en région lyonnaise. Raynart, Rainart (06), Rainard (79, 86). Regnard, porté notamment dans l'Yonne et la Somme, Regnart (51, 80) ; Réginard, Reynard, porté dans la région lyonnaise et le Vaucluse.
- Ysengrin, Ysen-grin est aussi un nom de personne germanique utilisé au Moyen Âge en France.

### Origine des textes

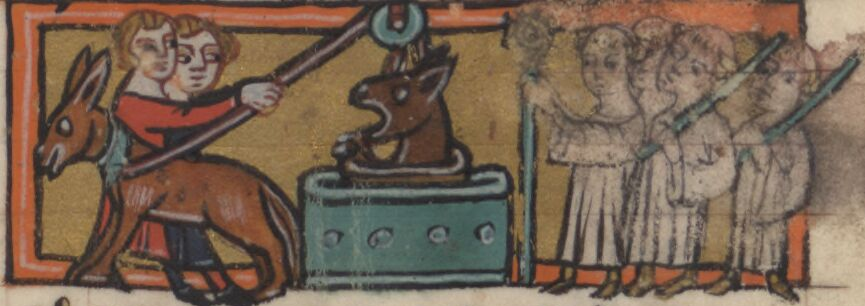
Roman de Renart ; enluminure de manuscrit.

Les sources du Roman de Renart sont variées. Figurent au nombre de celles-ci l’Ecbasis captivi et surtout l’Ysengrimus de Nivard de Gand. S’y ajoutent des fables ésopiques gréco-latines, adaptées en français dans des recueils nommés isopets et reprises par Marie de France.
Ces textes sont issus d'une longue tradition de récits animaliers rédigés en latin médiéval.
Elle peut se retrouver dans :
- le Pañchatantra, livre de contes indiens très anciens, parvenu en Europe sous diverses traductions (en arabe, grec, hébreu, latin...) ;
- des contes populaires, sans doute très anciens pour quelques-uns ;
- des auteurs grecs (Ésope) et latins (Phèdre) ;
- des poèmes en latin, surtout ceux de :
  - la Disciplina clericalis, recueil « d'exempla » (petits contes moraux) d'origine orientale composé en latin vers 1110 par Pierre Alphonse, médecin sépharade converti au christianisme. Ces récits ont eu un succès durable dans la littérature européenne comme la première élaboration connue du « Conte du loup et du renard dans le puits » (branche IV du Roman) ou des récits fournissant l'intrigue d'autres fabliaux célèbres ;
  - l'« Ysengrimus » : 6 500 vers en distiques latins, où l'on trouve pour la première fois, le personnage de Reinardus du clerc flamand Nivard de Gand qu'il écrivit vers 1148 sous le titre premier de « Reinardus Vulpes » [6] ;
- les Fables de Marie de France, qui datent de 1152.

## Les textes

### Les auteurs identifiés
Peu d'auteurs sont connus. Le plus ancien est probablement Pierre de Saint-Cloud. On a également identifié Richard de Lison, et un troisième auteur désigné comme étant « le prêtre de la Croix-en-Brie ». Mais il y a 29 autres auteurs non identifiés.

#### Pierre de Saint-Cloud
Pierre de Saint-Cloud est un poète français de la seconde moitié du XIIe siècle. Les branches II et Va du Roman de Renard lui sont attribuées. Il aurait été le collaborateur d'Alexandre de Paris pour la Quatrième partie du Roman d'Alexandre.

#### Richard de Lison
Richard de Lison est un clerc français du XIIe siècle. Auteur de la branche XII vers 1190, il précise son identité à la fin de ses écrits : « ceci vous a [été] dit [par] Richard de Lison »,.

#### Prêtre de la Croix-en-Brie
Le prêtre de la Croix-en-Brie est l'auteur de la branche IX, au commencement du XIIIe siècle. Il se présente au début de son œuvre : « Un prêtre de la Croix-en-Brie […] a mis tout son soin et toute son application à faire une nouvelle branche sur Renart, qui s'y connaît en ruses et en tromperies ». Rien ne permet de savoir avec certitude s'il était prêtre de La Croix-en-Brie ou si ce nom n'est qu'un pseudonyme. La vie rustique et villageoise dont il dresse le tableau correspond à celle de l'Île-de-France aux XIIe et XIIIe siècles.

### Les branches
Elles ont varié au gré des rééditions, d'autant que les manuscrits ne les présentaient ni en fonction de la chronologie interne du roman, ni en fonction de leur date de composition (certaines étant de plus altérées ou mélangées). Leur identification par Ernest Martin fait toutefois office de référence :
- Branche I : Le jugement de Renart. Le siège de Maupertuis (Ia). Renart teinturier (Ib). Renart jongleur.
- Branche II : Chantecler le coq. La mésange. Tibert le chat. Tiécelin le corbeau. Renart et Hersent.
- Branche III : Le poisson des charretiers. Ysengrin fait moine. La pêche aux anguilles.
- Branche IV : Ysengrin dans le puits.
- Branche V : Les jambons d'Ysengrin. Le grillon. Le serment de Renart (Va).
- Branche VI : Le combat de Renart et Ysengrin.
- Branche VII : La confession de Renart.
- Branche VIII : Le pèlerinage de Renart.
- Branche IX : Roënel le chien et Brichemer le cerf. Liétart le vilain.
- Branche X : Renart médecin.
- Branche XI : Renart empereur.
- Branche XII : Les vêpres de Tibert
- Branche XIII : Renart teint en noir.
- Branche XIV : Le cellier du villain. Primaut le loup.
- Branche XV : L'andouille. Les deux prêtres.
- Branche XVI : Bertaut le vilain. Le partage du lion.
- Branche XVII : La mort de Renart.
- Branche XVIII : Le prêtre Martin.
- Branche XIX : Raisant la jument.
- Branche XX : Ysengrin et les deux béliers.
- Branche XXI : L'ours Patous.
- Branche XXII : Les semailles.
- Branche XXIII : Renart magicien. Le mariage du roi Noble.
- Branche XXIV : La naissance d'Ysengrin et Renart.
- Branche XXV : Pinçart le héron. Le batelier.
- Branche XXVI : L'andouille jouée à la marelle.
- Branche XXVII : Renart et Ysengrin.

## Traductions médiévales

### Versions en flamand et bas saxon

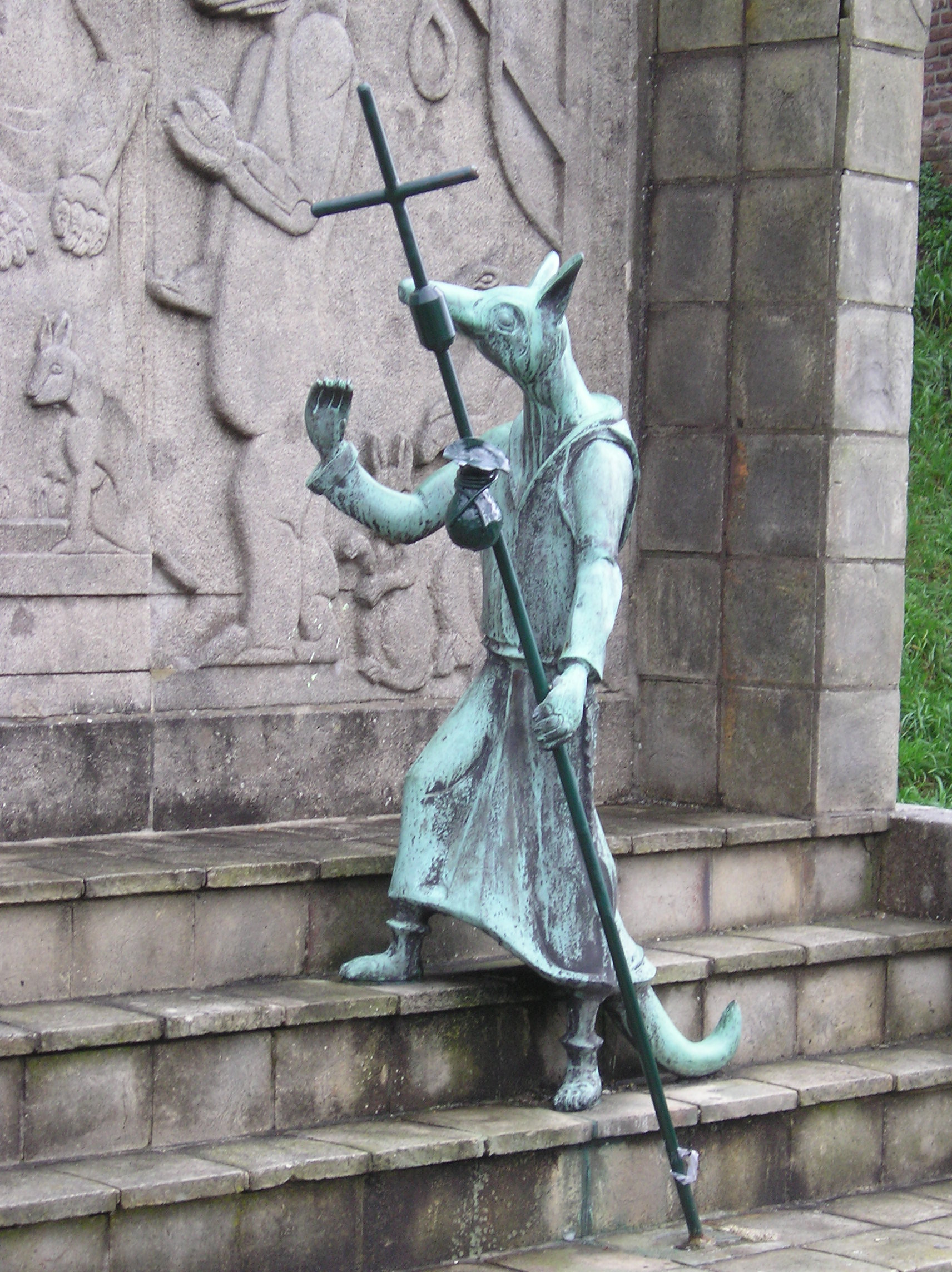
Renart le goupil, bronze commémoratif à Hulst, Pays-Bas.

Alors que la plus ancienne source littéraire de l'épopée de Renard, l'Ysengrinus, avait déjà été composée en Flandre à Gand vers 1148, par le clerc Nivard de Gand, il existe une version en moyen néerlandais (le flamand, précisément), « Van den vos Reynaerde (nl) », datant du treizième siècle et reprenant le texte de la version française ultérieure, surtout de la branche de Pierre de Saint-Cloud. L'auteur serait un certain Willem die Madocke maecte (nl) et la traduction est formée de 3 469 vers. C'est cette traduction qui a permis au personnage d'être devenu populaire en Flandre et aux Pays-Bas. C'est lui aussi un des grands écrits littéraires médiévaux de la langue néerlandaise. On trouve même à Hulst une statue à son effigie.
Dans le 14e siècle, Van den vos Reynaerde fut retravaillé et augmenté jusqu'à être presque deux fois plus long. C'est sur cette version ultérieure, également en langue flamande, et connue comme Reinaerts Historie, qu'est basée une célèbre version de l’œuvre en bas saxon, parue en 1498 à Lübeck sous le nom de Reynke de vos.

### Versions en allemand et autres langues
Une version allemande composée sans doute autour de 1180 par l'Alsacien Heinrich der Glichesaere est elle aussi plus ancienne que les plus anciens manuscrits français du roman de Renart qui nous sont parvenus. Le plus ancien manuscrit (début XIIIe siècle) est intitulé Isengrīnes nōt (le mal d'Ysengrin) et les deux copies du XIVe siècle ont adopté le titre de Reinhart Fuchs.
C'est sur la version en bas saxon Reynke de vos (1498, voir sous Versions en flamand et bas saxon) que Johann Christoph Gottsched en 1752 puis, indirectement, Goethe en 1794 se sont appuyés pour écrire en allemand leurs propres versions de Reineke Fuchs. L'intérêt du poème original de Heinrich der Glichesaere n'avait pas échappé à Jacob Grimm qui l'a repris et publié sous le titre Reinhart Fuchs à Berlin en 1834.
Le Reynke de vos bas-saxon a également été traduit en danois. Ces traductions en allemand et en danois ont mené à des traductions en suédois, islandais, latin et anglais.
En Ukraine, l'adaptation sous le nom de Lys Mykyta (Лис Микита, lit. Mykyta le Renard) est connue, avec des noms modifiés, mais avec une intrigue intacte.

## Les personnages

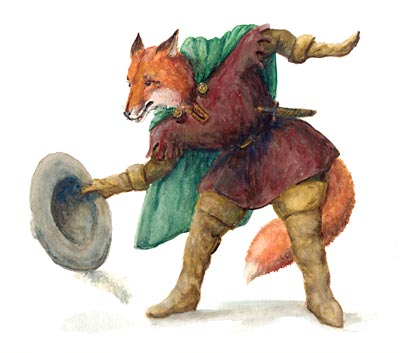
Renart

- Renart : le renard (appelé goupil dans le roman, comme cela était en usage à l'époque) espiègle, rusé, personnage principal de ces récits. Complexe, subtil et polymorphe, allant du bon diable redresseur de torts au démon lubrique, fripon et débauché, il incarne la ruse intelligente liée à l'art de la belle parole. Aussi appelé « le maître des ruses ».
- Ysengrin : le loup, oncle et éternel ennemi de Renart, toujours dupé et ridiculisé[11]. Son épouse, Dame Hersent la louve, est violée par Renart, d'où une éternelle rancœur.
- Drouineau, l'oiseau.
- Bruyant, le taureau.
- Primaut, le damp (seigneur) loup : frère d'Ysengrin (il s'agit possiblement du même personnage qu'Ysengrin lui-même).
- Noble, le lion : roi des animaux.
- Fiere, la lionne : son épouse
- Beaucent, le sanglier.
- Espineux, le hérisson.
- Belin, le mouton.
- Petitfouineur, le putois.
- Baudoin (ou Bokart), l'âne : secrétaire du roi.
- Brun (ou Bruno ou Bruin), l'ours (d'après la couleur de sa robe, ou d'après un nom germanique traditionnel).
- Chanteclerc ou Chantecler, le coq : il est emporté par Renart, mais s'en tire sain et sauf.
- Chanteclin, le coq : le père de Chanteclerc. (clin = les yeux fermés)
- Couart, le lièvre.
- Eme, le singe : époux de Dame Rukenawe, la guenon.
- Grimbert, le blaireau : défenseur et cousin de Renart.
- Grymbart, la renarde : sœur de Renart.
- Hermeline (anciennement Richeut), la renarde : épouse de Renart, qui a quelques démêlés avec Hersent.
- Hersent, la louve : épouse d'Ysengrin.
- Tibert, le chat : il se fait malgré lui piéger par Renart, mais se montre régulièrement un rival également rusé.
- Tiécelin, le corbeau : il dérobe un fromage à la fenêtre d'une maison de campagne et se le fait voler par Renart.
- Cado, le canard
- Blanche, l'hermine.
- Brichemer, le cerf : sénéchal.
- Bernard, l'âne.
- Corbant, le freux.
- Sharpebek : épouse de Corbant.
- Coupée, la geline.
- Courtois, petit chien.
- Drouin, le moineau.
- Hubert, l'escoufle (rapace propre aux régions chaudes et tempérées).
- Firapel, le léopard.
- Jacquet, l'écureuil.
- Dame Mésange, la mésange dont le fils a Renart pour parrain.
- Musart, le chameau : légat du pape. Dans une des branches, il est présenté comme étant le roi des Sarrasins et meurt écorché vif par Noble le lion.
- Ordegale, castor.
- Pantecroet, la loutre.
- Percehaie, Malebranche, et Renardel ou Rovel : fils de Renart et d'Hermeline.
- Roonel (ou Roënel), le mâtin (gros chien).
- Dame Rukenawe, la guenon : épouse d'Eme, le singe.
- Tardif, le limaçon.
- Rousse la mère de Renart.
- Pinte et Copette: les deux poules.
- Pelé : le rat
- Mouflart : le vautour
- Frobert : le grillon
- Frémont : la fourmi
- Conil : le lapin de garenne[12]
- Cointereau : un singe (dans un seul manuscrit[13])
- Noiret : un coq (il s'agit possiblement du même personnage que Chantecler)
- Hermengart : une louve, femme de Primaut

## Postérité dans la littérature médiévale
Selon l'érudit Lucien Foulet, sa composition s’échelonne de 1174 à 1250. Vingt-huit auteurs indépendants y ont collaboré, dont seulement trois ont tenu à nous transmettre leur nom. Ces écrivains ont réalisé une œuvre maîtresse, et à succès.
Rutebeuf écrivit un Renart le bestourné et un dit De Brichemer, et Jacquemart Giélée de Lille un Renart le Nouvel. Le Couronnement de Renart date de la seconde moitié du XIIIe siècle. Maurice Delbouille, dans Lettres françaises de Belgique  (dirigé par Charlier et Hanse), identifie son auteur par sa langue, « marquée fortement de particularités dialectales picardes et wallonnes », à un clerc vivant à la Cour du Comte de Namur. Le Couronnement de Renart par l'âpreté de son ton, la violence de ses mises en cause, paraît comme détaché du Roman de Renart proprement dit bien qu'il lui doive beaucoup.
Au XIVe siècle, on réécrit deux fois Renart le Contrefait. D'après Corinne Pierreville  c'est l’œuvre d’un clerc anonyme qui pratiqua le métier d'apothicaire après avoir été révoqué de son ordre pour bigamie. La première version (BnF fr. 1630), de 31 940 octosyllabes, rédigée entre 1320 et 1327 , a été remaniée entre 1328 et 1342 pour donner naissance à une seconde version (manuscrit de Vienne 2562 et BnF fr. 370), qui ne compte pas moins de 40 000 vers.

## Textes: éditions, transcriptions, traductions

### Ancien français
- Le Roman de Renart, branche I, édition par Mario Roques, Paris, Champion, 1948.
- Le Roman de Renart, branches II-VI, édition par Mario Roques, Paris, Champion, 1951.
- Le Roman de Renart, branches VII-IX, édition par Mario Roques, Paris, Champion, 1955.
- Le Roman de Renart, branches X-XI, édition par Mario Roques, Paris, Champion, 1958.
- Le Roman de Renart, branches XII-XVII, édition par Mario Roques, Paris, Champion, 1960.
- Le Roman de Renart, branches XVIII-XIX, édition par Mario Roques, Paris, Champion, 1963.
- Le Roman de Renart, branche XX et dernière, édition par Félix Lecoy, Paris, Champion, 1999.
- Les Aventures de Maître Renart et d'Ysengrin son compère, édition Bibliolâtres de France, illustrations de Rémy Lejeune (Ladoré), 1960.
- Le Roman de Renart, édition bilingue (ancien français - français moderne) publiée sous la direction d'Armand Strubel, avec la collaboration de Roger Bellon, Dominique Boutet et Sylvie Levèvre, Bibliothèque de la Pléiade, Paris, Gallimard, 1998.
- Le Roman de Renart, texte établi par Naoyuki Fukumoto, Noboru Harano et Satoru Suzuki, revu, présenté et traduit par Gabriel Bianciotto, collection Lettres Gothiques, Le Livre de poche, 2005, 994 p.  (ISBN 2-253-08698-3)
- Renart le Contrefait, édition critique sous la direction de Corinne Pierreville, Paris, Champion, 2020.

### Traduction en français moderne
- Le Roman de Renart, traduction de Paulin Paris, Éditions Techener, 1861. Reproduit par Gallimard (folio classique) en avril 1999, réimpression en octobre 2002.
- Le Roman de Renart poème satirique du Moyen Âge, Louis Robert-Busquet, illustrations de Jean de La Fontinelle, Éditions Fernand Lanore, 1935, 284 p.
- Le Roman de Renart, version nouvelle de Paul Tuffrau, L'Artisan du Livre (Elvire Choureau), 1942 (avec des gravures sur bois de Lucien Boucher).
- Le Roman de Renart transcrit dans le respect de sa verdeur originale pour la récréation des tristes et la tristesse des cafards par Albert-Marie Schmidt, Albin Michel, 1963.
- Le Roman de Renart, texte transcrit et modernisé par Jacques Haumont, L'Édition d'Art  H. Piazza, 1966, couverture et ornements décoratifs par Jan-Loic Delbord, 204 p.
- Le Roman de Renart, traduction de H. Rey-Flaud et A. Eskénazi, Paris, Honoré Champion, 1971.
- Le Roman de Renart, Paris, Éditions Flammarion, 1985, établi et traduit par Jean Dufournet et Andrée Méline.
- Le Roman de Renart, BnF Éditions, établie par Delphine Mercuzot d'après Paulin Paris, 2015.

## Adaptations

### Littérature
Le Roman de Renart a été souvent adapté en français moderne. 
- Léopold Chauveau, Le roman de renard (version moderne, 1924 pour la première édition), Éd. Payot Paris
- Léopold Chauveau, Le roman de renard (version pour la jeunesse, illustré par l'auteur), Éd. Attinger
- Samivel, Le Roman de Renart, Paris, Éditions Delagrave, À partir de 1936
- Gisèle Vallerey, Le roman de renard, Édition Fernand Nathan (collection œuvres célèbres pour la jeunesse - 1936)
- Maurice Genevoix, Le roman de renard (1968) Éd. Plon
- Xavier Kawa-Topor, Mon roman de Renart (2003) Éd. Actes Sud

### Bande dessinée et illustration
- En 1906, Benjamin Rabier a illustré le Roman aux Éditions Tallandier[16].
- Samivel a illustré plusieurs histoires en couleur: les Malheurs d'Ysengrin (Delagrave 1936), Goupil (Delagrave 1939), Brun l'Ours (Delagrave), Canard (Delagrave)
- René Goscinny et Albert Uderzo avaient dans un premier temps projeté d'adapter le Roman de Renart pour le compte du journal Pilote lors de son lancement en 1959. Cependant, le projet fut rapidement abandonné (car déjà commencé par Jean Trubert) au profit d'Astérix.
- En 1970, aux éditions Dupuis, Le Roman de Renart, illustré par René Hausman.
- En 1979, Jean-Gérard Imbar et Jean-Louis Hubert publient aux éditions Le Square Le Polar de Renard, réédité chez Dargaud en 1982. Les personnages du Roman médiéval sont transposés dans la France des années 1980.
- Débutée en 1995, la série De cape et de crocs d'Alain Ayroles et Jean-Luc Masbou, fait référence au Roman de Renart dans le choix des noms des deux personnages principaux. Don Lope, le loup, se nomme « Villalobos y Sangrin ». On reconnaît là le nom d'Ysengrin, le loup antagoniste de Renard dans le roman. Quant à Armand, le renard, son nom de famille (« Maupertuis ») est aussi celui de la forteresse du goupil, et Raynal (son deuxième prénom) peut être un dérivé de « Renart ».
- L'album 257 de Bob et Bobette, Le renard rebelle (1998), est basé sur ces récits.
- Dans la série Merlin, de Joann Sfar (scénario) et José-Luis Munuera (dessin), le tome 4, paru en 2001, intitulé Le Roman de la mère de Renart est une parodie humoristique du Roman de Renart.
- Renard est un personnage important du comics Fables, publié entre 2003 et 2015, qui raconte l'exil des personnages de contes dans le monde réel.
- De 2007 à 2009, Le Roman de Renart est une série de bande dessinée pour la jeunesse de Jean-Marc Mathis (scénario) et Thierry Martin (dessin), parue aux éditions Delcourt.
- De 2007 à 2015, Le Roman de Renart, série de bande dessinée jeunesse parue aux éditions Gallimard, dans la collection Fétiche[17].

### Cinéma

#### Animation
Il existe plusieurs adaptations du roman en films d'animation ; notamment Le Roman de Renard, long métrage de Ladislas Starewitch avec marionnettes sorti en France en 1941 ou Le Roman de Renart, sorti en 2005.

#### Disney
Le Roman de Renart sert de base au Robin des Bois de Walt Disney Pictures,. Le projet d'adaptation en dessin animé remonte aux années 1930 mais la gaillardise médiévale des aventures de Renart (connotations sexuelles, satire de la religion et des hommes d'église, en particulier des moines, souvent portraiturés en gros et gras profiteurs ainsi que l'immoralité fondamentale du héros, escroc, voleur et beau parleur qui met les rieurs de son côté) gênait considérablement Disney, surtout dans le contexte du très puritain Code Hays, qui plus est dans une œuvre destinée au jeune public. C'est pourquoi les divers travaux, projets et esquisses d'un renard anthropomorphe et rusé furent finalement recyclés dans une œuvre très différente, mettant en scène Robin des Bois dans la forêt de Sherwood.

### Télévision
En 1974, le Roman de Renart est adapté dans une série d'animation jeunesse en 18 épisodes, jouée par des marionnettes. Elle est réalisée par Richard Rein et produite par l'ORTF. Les dialogues sont de Jean Ache. Henri Virlojeux et Alain Cuny prêtent respectivement leur voix à Renart et Ysengrin. Jean-Michel Caradec interprète les chansons. Animation : Monique Petit, Liliane Pelizza, Michel Lemaréchal. Musique et effets sonores : Bernard Parmegiani.
Marionnettes et maquettes des décors : Jacques Schmidt et Patrick Obligine. Décor : Maurice Izard. Générique : Maxime Le Forestier.
En 1985, Le Roman de Renart a été adapté assez librement et « modernisé » dans une série d'animation française intitulée Moi Renart.

### Théâtre
- Le Roman de Renart a fait l'objet d'une adaptation conte et théâtre par le Totem Théâtre de Colmar (création en 2002, toujours en cours d'exploitation )[21] ;
- Le Roman de Renart est également une pièce de théâtre tout public en cours d'exploitation par la Compagnie Olinda basée à Aix-en-Provence[22].

### Web & Littératures audio
- https://www.audiocite.net/livres-audio-gratuits-contes/contes-medievaux-le-roman-de-renard.html?
- Le roman de Renart, texte original en ancien français et traduction en français moderne.
- Le Roman de Goupil le renard, qui date de 2006, est une suite librement adaptée du Roman de Renart.